# Colonia Vicente Guerrero, Delicias
Colonia Vicente Guerrero är en ort i Mexiko.   Den ligger i kommunen Delicias och delstaten Chihuahua, i den nordvästra delen av landet, 1 200 km nordväst om huvudstaden Mexico City. Colonia Vicente Guerrero ligger 1 200 meter över havet och antalet invånare är 604.
Terrängen runt Colonia Vicente Guerrero är platt. Runt Colonia Vicente Guerrero är det glesbefolkat, med 9 invånare per kvadratkilometer. Närmaste större samhälle är Ciudad Delicias, 4,1 km väster om Colonia Vicente Guerrero. Trakten runt Colonia Vicente Guerrero består till största delen av jordbruksmark.